# Рачунарска анимација
Рачунарска анимација је уметност стварања покретних слика уз помоћ рачунара. Рачунарска анимација је потпоље рачунарске графике и анимације. Најчешће се ствара у 3Д графици, али и 2Д графици. Веома често се поистовећује са рачунарски створеним сликама (CGI), нарочито када се користи у филмовима. 
Да би се створила илузија кретања, слика се приказује на монитору које се великом брзином замењује следећом сличном сликом која је благо измењена. Ова техника је сасвим идентична оној која се користи на телевизији и филмовима. 
3Д рачунарска анимација је наследник ове уметности. Анимирана фигура је направљена, а она се садржи од неколико делова које је аниматор направио. Онда се тим деловима додељују путање које ће пратити, и тако стварајући кретање. Завршни чин је да та направљена фигура добије изглед је уз помоћ рендерирања. 

## Пример
Слика има боју позадине црну. Потом је коза нацртана на десној страни екрана. Следећа слика је благо промењена јер је коза померена лево. Овај процес се понавља, сваки пут помичући козу лево. Ако се тај процес понавља довољно брзо коза ће одавати утисак да се глатко креће према левој страни.

## Објашњење
Да би преварили око и мозак да види глатко померање објеката у сликама, оне би требало да се мењају 12 пута у секунди или брже. Вредности преко 70 слика у секунди немају практично ефекта јер људско око не може приметити разлику код већих вредности. Код вредности испод 12 слика у секунди већина људи може опазити трзање што не доприноси глатком кретању. Цртани филмови обично користе 15 слика у секунди. Стандардни филмови на телевизији и кинима користе око 24 слике у секунди за стварање илузије кретања. Код рачунарских игара брзина зависи од графичке картице, а прихватљиве брзине се крећу од 30 слика у секунди па на више. Рачунари и видео камере су омогућили бољи рад са филмовима односно покретним сликама, док су јаке графичке картице потпомогле боље real-time приказивање слика у рачунарским играма.

## Историја
Рану дигиталну компјутерску анимацију развиле су у Белове телефонске лабораторија током 1960-их доприносима Едварда Е. Зајаца, Франка В. Синдена, Кенета К. Новлтон аи А. Мајкла Нола. Друга дигитална анимација је такође практикована у Националној лабораторији Лоренс Ливермор.
Године 1967, Чарлс Ксури и Јејмс Шафер су креирали компјутерску анимацију под називом „Колибри”. Године 1968. направљена је компјутерска анимација под називом „Кити” са BESM-4 Николаја Константинова, која приказује мачку која се креће около. Године 1971. створена је компјутерска анимација под називом „Метаподаци“ која приказује различите облике.
Рани корак у историји компјутерске анимације био је наставак филма Западни свет из 1973. године, научно-фантастичног филма о друштву у којем роботи живе и раде међу људима. Наставак, Свет будућности (1976), користио је 3Д слике жичаног оквира, које су представљале компјутерски анимиране руке и лице које су креирали дипломци Универзитета Јута Едвин Кетмул и Фред Парк. Ова слика се првобитно појавила у њиховом студентском филму Компјутерска анимирана рука, који су завршили 1972. године.
О развоју CGI технологија се извештава сваке године на SIGGRAPH, годишњој конференцији о компјутерској графици и интерактивним техникама којој сваке године присуствује хиљаде компјутерских професионалаца. Програмери компјутерских игара и 3Д видео картица настоје да постигну исти визуелни квалитет на персоналним рачунарима у реалном времену као што је то могуће за CGI филмове и анимације. Са брзим напретком квалитета рендеровања у реалном времену, уметници су почели да користе машине за игре за приказивање неинтерактивних филмова, што је довело до уметничке форме Машинима.

### Филм и телевизија
CGI кратки филмови се производе као независна анимација од 1976. године. Рани примери играних филмова који укључују CGI анимацију укључују филмове са живом радњом Звездане стазе II: Канов гнев и Трон (оба из 1982), и јапански аниме филм Golgo 13: The Professional (1983). VeggieTales је прва америчка потпуно 3Д компјутерска анимирана серија која се продаје директно (направљена 1993); њен успех је инспирисао друге анимиране серије, као што су ReBoot (1994) и Transformers: Beast Wars (1996) да прихвате потпуно компјутерски генерисан стил.
Прва компјутерска анимирана телевизијска серија у целости била је ReBoot, која је дебитовала у септембру 1994; серија је пратила авантуре ликова који су живели унутар рачунара. Први дугометражни компјутерски анимирани филм је Прича о играчкама (1995), који су снимили Дизни и Пиксар: након авантуре усредсређене на антропоморфне играчке и њихове власнике, овај револуционарни филм је такође био први од многих потпуно компјутерски анимираних филмова.
Популарност компјутерске анимације (нарочито у области специјалних ефеката) је нагло порасла током модерне ере америчке анимације. Филмови као што су Аватар (2009) и Књига о џунгли (2016) користе CGI за већину трајања филма, али и даље укључују људске глумце у мешавину. Компјутерска анимација у овој ери је постигла фотореализам, до те мере да се компјутерски анимирани филмови као што је Краљ лавова (2019) могу рекламирати као да су играни уживо.